# Mato Hanžeković
Mato Hanžeković (n. 1884, Požega, cantonul Požega-Slavonia, Croația – d. 1955, Zagreb, Republica Socialistă Croația, RSF Iugoslavia) a fost un scriitor croat, avocat și jurnalist.

## Biografie
Mato Hanžeković s-a născut la Požega, la 31 august 1884.  El a absolvit Dreptul la Zagreb și a lucrat ca judecător în Bihać și Žepče și ca avocat în Bijeljina și Bosanska Dubica. Din 1927 a locuit în Zagreb, unde a lucrat ca scriitor și jurnalist politic profesionist. De asemenea, a publicat sub pseudonimul M. Gabrijel. A decedat la Zagreb la 12 august 1955.
Mato Hanžeković a publicat în 1932 utopia Un om de rang (Gospodin čovjek) despre un grup de oameni care reconstruiesc civilizația distrusă de un război mondial.

## Lucrări
- „Pisma iz Lumbarde" - „Scrisori din Lumbarda”
- „Sa zlatnih polja" - „Pe câmpuri de aur”
- „Bijeli grijesi" - „Păcatele albe”
- „Na prijelomu” - „În pauză”
- „Gospodin čovjek” (1932)[3]

## Vezi și
- Științifico-fantasticul în Croația
- Listă de scriitori croați